# 蓝旗石牌坊
蓝旗石牌坊或称蓝旗石坊，位于哈尔滨市五常市背荫河镇蓝旗村西南200米处。此处贞节牌坊是为当地两位满族节妇——乌扎拉氏和西特胡里氏所立，建于清道光十三年（1833年）。
1999年1月10日，黑龙江省人民政府公布蓝旗石牌坊为第四批黑龙江省文物保护单位。